# سیارک ۲۴۸۵۸
سیارک ۲۴۸۵۸ (به انگلیسی: 24858 Diethelm، نامگذاری:1996BB1) بیست و چهار هزار و هشتصد و پنجاه و هشتمین سیارک کشف شده‌است که در ۲۱ ژانویه ۱۹۹۶ کشف شد.
قدر مطلق سیارک برابر ۱۲.۹ است.